# Bertil Broman
Bertel Axel Hjalmar Broman (21 de agosto de 1889-11 de mayo de 1952) fue un deportista finlandés que compitió en vela en la clase bote 12 ft. Participó en los Juegos Olímpicos de Ámsterdam 1928, obteniendo una medalla de bronce en la clase bote 12 ft.

## Palmarés internacional
| Juegos Olímpicos | Juegos Olímpicos         | Juegos Olímpicos  | Juegos Olímpicos |
| Año              | Lugar                    | Medalla           | Clase            |
| ---------------- | ------------------------ | ----------------- | ---------------- |
| 1928             | Ámsterdam (Países Bajos) | Medalla de bronce | Bote 12 ft       |